# Södra Tvetjärnarna
Södra Tvetjärnarna är en sjö i Hagfors kommun i Värmland och ingår i Göta älvs huvudavrinningsområde.